# Fitze (Einheit)
Fitze war ein Garnmaß in der Mark Brandenburg und in Pommern, Stettin, Berlin und Preußen, das eine regionsbestimmte unselbständige Untermenge eines Stranges, das sogenannte Gebinde, darstellte. 
Beim Aufwinden des Garns auf die Zählhaspel wurde nacheinander jeweils eine regional unterschiedliche Anzahl sogenannter Faden mit einem sogenannten Fitzband zu einer Fitze verschnürt oder abgebunden (daher der Name „Gebinde“). Eine bestimmte Menge Fitzen bildete schließlich den fertigen Garnstrang. Ein Faden wurde durch eine volle Umdrehung einer Haspel abgemessen. Die Fadenlänge war daher vom Umfang der Haspel abhängig, der wiederum auch vom Material des zu messenden Garnes bestimmt wurde. Seine Werte wurden in den üblichen Längenmaßen, wie beispielsweise Elle, Zoll oder Fuß gemessen und war so die Basis für den Handel.

## Mark Brandenburg und Pommern
- 1 Faden = 3 oder 4 Ellen
- 1 Fitze = 40 Faden
- 1 Stück Garn = 20 Fitzen

## Stettin
- 1 Fitze = 30 oder 40 Faden
- 1 Stück Garn = 20 Fitzen

## Berlin und Preußen
- 1 Faden Leinengarn = 3,5 Berliner Ellen = 1032,5 Pariser Linien = 2,331 Meter
- 1 Fitze = 40 Faden
- 1 Stück Garn = 20 Fitzen = 800 Faden

## Andere Bezeichnungen für das Maß von Gebinden
- Haspelknipp
- Klapp
- Macque
- Wiedel